# 国税通則法
国税通則法（こくぜいつうそくほう、昭和37年4月2日法律第66号）は、国税に関する一般法で、国税の納付義務の確定、納付、徴収、還付、附帯税、更正、決定、不服審査、訴訟など共通事項に関する法律である。
1962年（昭和37年）4月2日に公布された。第1章の総則から第11章の犯則事件の調査および処分までで構成されている。
主務官庁は財務省主税局税制第一課と国税庁課税部課税総括課で、警察庁刑事局組織犯罪対策第一課、法務省刑事局刑事課、および東京・大阪・名古屋の各地方検察庁に設けられた特別捜査部と連携して執行にあたる。

## 構成
- 第1章 総則
  - 第1節 通則
  - 第2節 国税の納付義務の承継等
  - 第3節 期間及び期限
  - 第4節 送達
- 第2章 国税の納付義務の確定
  - 第1節 通則
  - 第2節 申告納税方式による国税に係る税額等の確定手続
    - 第1款 納税申告
    - 第2款 更正の請求
    - 第3款 更正又は決定

  - 第3節 賦課課税方式による国税に係る税額等の確定手続
- 第3章 国税の納付及び徴収
  - 第1節 国税の納付
  - 第2節 国税の徴収
    - 第1款 納税の請求
    - 第2款 滞納処分

  - 第3節 雑則
- 第4章 納税の猶予及び担保
  - 第1節 納税の猶予
  - 第2節 担保
- 第5章 国税の還付及び還付加算金
- 第6章 附帯税
  - 第1節 延滞税及び利子税
  - 第2節 加算税
- 第7章 国税の更正、決定、徴収、還付等の期間制限
  - 第1節 国税の更正、決定等の期間制限
  - 第2節 国税の徴収権の消滅時効
  - 第3節 還付金等の消滅時効
- 第7章の2 国税の調査
- 第7章の3　行政手続法との関係
- 第8章 不服審査及び訴訟
  - 第1節 不服審査
    - 第1款 総則
    - 第2款 再調査の請求
    - 第3款 審査請求
    - 第4款 雑則

  - 第2節 訴訟
- 第9章 雑則
- 第10章 罰則
- 第11章 犯則事件の調査及び処分
  - 第1節 犯則事件の調査
  - 第2節 犯則事件の処分
- 附則